# ويليام بيلنجر بولوك
ويليام بيلنجر بولوك هو محامي وسياسي أمريكي، ولد في 1777 في سافانا في الولايات المتحدة، وتوفي بنفس المكان في 6 مايو 1852. نشط حزبياً في الحزب الجمهوري الديمقراطي. وقد انتخب عضو مجلس الشيوخ الأمريكي ‏ عن دائرة مقعد جورجيا من الدرجة الثانية ‏ وقد انضم خلال فترته النيابية ‏ (8 أبريل 1813 – 6 نوفمبر 1813) للكتلة البرلمانية الحزب الجمهوري الديمقراطي وانتخب عضو مجلس نواب جورجيا ‏ وانتخب عضو مجلس الشيوخ الأمريكي ‏.